# Вильтинген
Вильтинген (нем. Wiltingen) — община в Германии, в земле Рейнланд-Пфальц. 
Входит в состав района Трир-Саарбург. Подчиняется управлению Конц.  Население составляет 1430 человек (на 31 декабря 2010 года). Занимает площадь 16,01 км².
Главная достопримечательность — виноградник Шварцхоф («Чёрный двор»), засаженный рислингом. В 2019 году сообщалось, что средняя цена бутылки вина позднего урожая категории Trockenbeerenauslese, изготовленного владельцем виноградника Эгоном Мюллером, составляет $13 670 — самое дорогое белое вино мира и самое дорогое вино Германии. Предки Мюллера производят здесь вино с 1797 года.